# Computational Linguistics
Computational Linguistics est une revue scientifique trimestrielle en libre accès, et dont les articles sont évalués par les pairs dans le domaine de la linguistique informatique.
Elle est publiée par MIT Press pour l'Association for Computational Linguistics (ACL). La revue comprend des articles, des squibs (en) et des revues de livres. Elle a été fondée en 1974 sous le nom American Journal of Computational Linguistics par David Hays et était publiée à l'origine seulement sur microforme jusqu'en 1978. George Heidorn a transformé la revue en un journal papier en 1980, avec publication trimestrielle. En 1984 le journal prend son titre actuel. Il est en libre accès depuis 2009.
D'après le Journal Citation Reports, la revue a en 2017 un facteur d'impact de 1,319

## Rédacteur en chef
Les personnes suivantes ont été rédacteur en chef de la revue :
- David G. Hays (1974–1978)
- George Heidorn (1980–1982)
- James F. Allen (1982–1993)
- Julia Hirschberg (1993–2003)
- Robert Dale (2003–2014)
- Paola Merlo (2014–2018)
- Hwee Tou Ng (depuis 2018)

.

## Article lié
- Liste de revues en accès libre